# سكوت سيلفر
سكوت سيلفر (بالإنجليزية: Scott Silver)‏ هو منتج أفلام وكاتب سيناريو ومخرج أمريكي، ولد في 30 نوفمبر 1963 في الولايات المتحدة.

## وصلات خارجية
- سكوت سيلفر على موقع IMDb (الإنجليزية)
- سكوت سيلفر على موقع ألو سيني (الفرنسية)
- سكوت سيلفر على موقع أول موفي (الإنجليزية)
- سكوت سيلفر على موقع بوكس أوفيس موجو (الإنجليزية)
- سكوت سيلفر على موقع قاعدة بيانات الأفلام السويدية (السويدية)
- سكوت سيلفر على موقع قاعدة بيانات الفيلم (الإنجليزية)
- سكوت سيلفر على موقع كينوبويسك (الروسية)